# 장지아
장지아(Chang Jia, 1973년~)는 대한민국 서울 태생의 설치미술가이다. 2001년에 한국예술종학합교 미술원 조형예술 미디어 아트 졸업 후 2004년에 동 대학의 미디어 아트 전문사 과정을 졸업하였다. 2014년 국립현대미술관 오늘의 작가상 최종 후보에 올랐다. 장지아는 영상, 설치 작품을 통해 사회적으로 금기시되어 온 몸의 내적 영역을 탐구한다.

## 작품 세계
장지아는 설치, 영상, 퍼포먼스 등을 통해 분비물, 폭력, 섹스와 같은 사회적으로 금기시 되어온 주제에 끈질기게 천착해오고 있다. 서서 오줌을 누는 여성의 영상과 오줌을 오브제로 활용한 작품들로 구성된「오메르타(OMERTA): 침묵의 계율(2007), 고문의 형식을 빌려 고통과 쾌락의 경계를 이야기 하는「나는 고백한다(I Confess)」(2011), 도축된 소 한 마리의 피로 만든 오브제들과 그 제작 과정을 기록한 작업으로 구성된「The Reason Is You」(2013)처럼 작가는 터부시되고 비천하게 여겨졌던 몸의 내적 영역을 미학적 대상으로 삼은 전시를 지속적으로 발표하며 정상/비정상, 미/추, 숭고함/비천함 등을 나누는 사회적 규칙과 인식에 도전하고 그 경계를 흔든다.

## 약력

### 개인전
- 2014 '잔혹하고, 아름다운...' 두산갤러리, 뉴욕
- 2013 'The Reason Is You' 가인갤러리, 서울
- 2011 ‘I confess’ 갤러리 정미소, 서울
- 2008 ‘Omerta’ Walsh gallery, 시카고
- 2007 ‘Omerta’ 대안공간 루프, 서울
- 2004 ‘Where is the center of gravity?’ 아트선재-서울아트시네마, 서울
- 2002 ‘Wonderful happiness insurance’ 일주아트하우스, 서울
- 2001 ‘What’s the matter?’ 아트선재-아트홀, 주차장, 서울

### 주요 단체전
- 2015 '모스크바-한국 현대 사진전' 모스크바바 클래식 포토그라피 갤러리, 모스크바
- 2015 'Sleepers in Venice' Calle del carbon, San Marco 4179, 베니스
- 2014 '아시아 현대 조각전' 보얼예술지구, 가오슝
- 2014 '올해의 작가상 2014' 국립현대미술관, 과천
- 2013 ‘사진과 사회-소셜 아트’ 대전시립미술관, 대전
- 2013 ‘What if~corea campanella’ 아마데우스 호텔, 베니스
- 2013 ‘한국현대미술의 흐름Ⅵ’ 김해문화의 전당, 김해
- 2013 ‘러브 액츄얼리’ 서울미술관, 서울
- 2013 ‘2013 스페인 한국 교류전’ 바르셀로나 한국 문화원, 스페인
- 2013 Move on Asia, ZKM 미디어 갤러리, 칼스루헤 독일
- 2012 ‘비바아리랑’ 팔라스 데 글라세 국립미술관, 아르헨티나
- 2012 무브 온 아시아, 대안공간 루프
- 2012 ‘에네르기’ 대전시립미술관, 대전
- 2012 ‘Unfinished Journey’ kais gallery, seoul
- 2012 ‘노마딕 레포트-표류기’ 아르코 미술관, 서울
- 2011 한호수교 50주년‘Selectively Revealed 또 다른 현실' 고양아람미술관, 경기
- 2011 '비디오+캐스트(Video+Cast)' 아르코미술관 프로젝트 스페이스, 서울
- 2011 서울국제뉴미디어페스벌 <한국 뉴미디어아트의 십 년> , 서울

### 프로젝트
- 2012 ‘Playground in Island 2012’, KYS meeting hall, 말레이시아
- 2008 ‘Coffee with suger’, 불가리아, 터키, 덴마크
- 2000 International conference of 2000 ‘Social Praxis of the image’, 타이페이

### 수상
- 2012년 두산 연강상 수상

### 작품 소장
- 서울 시립미술관, 경기도 미술관, 한미사진미술관, 토탈미술관, 암스테르담 인스티튜트 미디어아트 아카이브 (몬테비디오),
- Artist Pension Trust Beijing, 시카고 Walsh gallery, 국립영상자료원, 건축사무소 운생동 소장